# Помещение отрицательного давления

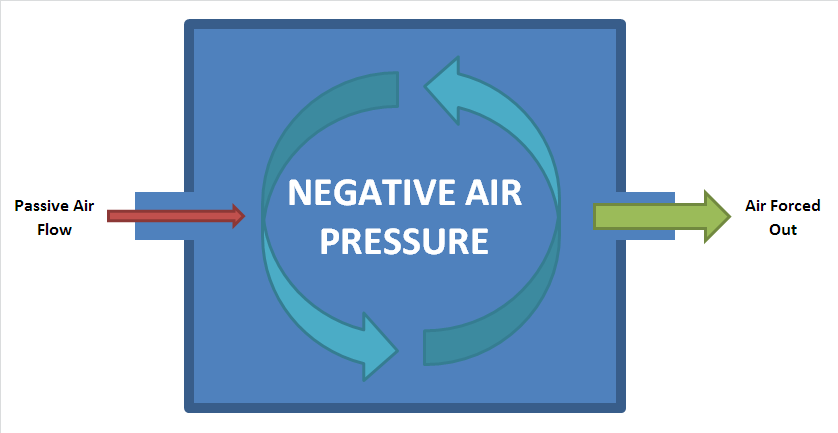
Внутренний воздух выталкивается так, что внутри создается отрицательное давление, которое пассивно втягивает соседний воздух в изолированное помещение через другие впускные отверстия

Отрицательное давление в помещении — способ изолирования помещения, который используется в больницах, медицинских центрах, бомбоубежищах и так далее, для предотвращения перекрестного загрязнения от одного помещения к другому. 
В больницах, медицинских центрах это предполагает вентиляцию, которая создает «отрицательное давление» (давление ниже чем в окружающей среде), чтобы воздух мог поступать в изоляционную комнату, но не выходить из неё, поскольку наружный воздух будет поступать из областей с более высоким давлением в область с более низким давлением и тем самым предотвратит попадание загрязненного воздуха в соседние помещения. Эта методика используется для изолирования больных воздушно-инфекционными заболеваниями, такими как: туберкулез, корь, ветряная оспа, тяжелый острый респираторный синдром (ОРВИ-CoV), респираторный синдром Ближнего Востока (MERS-CoV), грипп и коронавирусная болезнь COVID-19 и так далее.

## Принцип действия

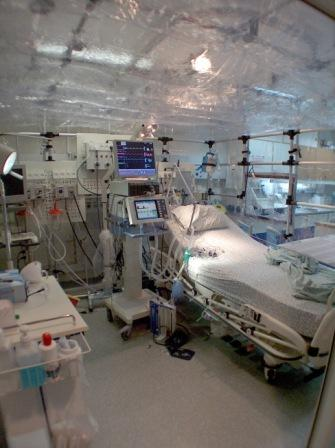
Внутри помещения с отрицательным давлением

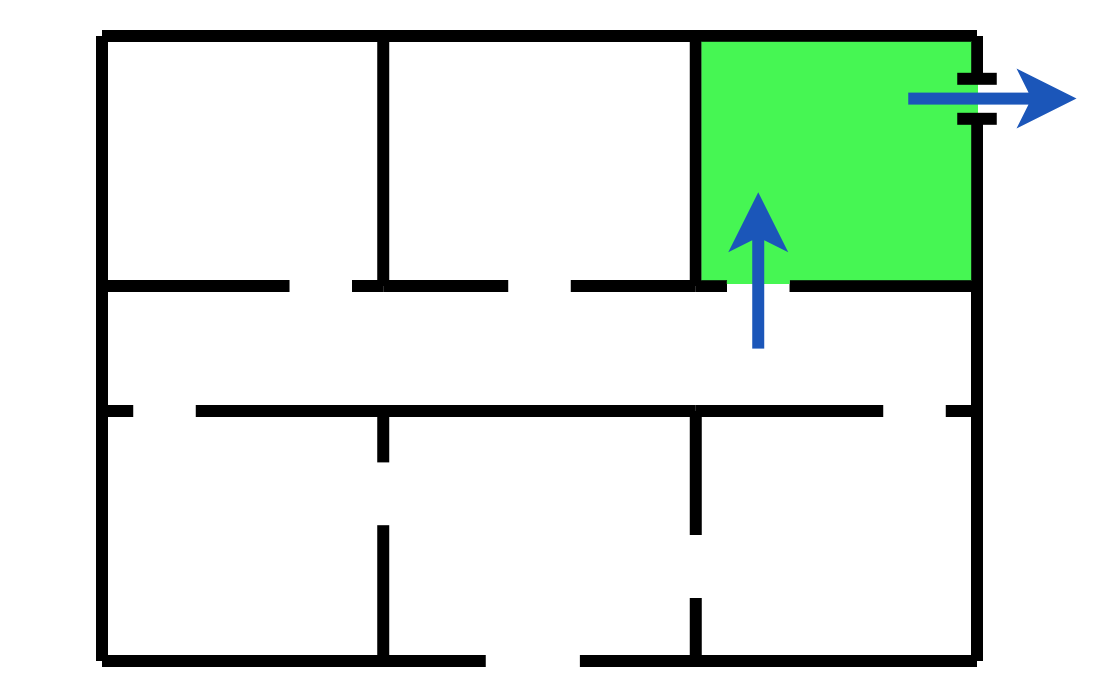
Схема сети помещений, где воздух (показан синим цветом) течёт в одном направлении из коридора в комнату с отрицательным давлением (зеленый). Отработанный воздух безопасно удаляется из зоны через вентиляционную систему

Отрицательное давление создается и поддерживается вентиляционной системой (Фильтро-вентиляционной установкой (ФВУ)), которая выводит из помещения больше отработанного воздуха, чем количество воздуха допускаемое в помещение. Воздух впускается в помещение через промежуток под дверью (как правило, около сантиметра в высоту). За исключением этого зазора, помещение должно быть как можно больше изолированным, не допускающим попадание воздуха через щели и трещины, например, вокруг окон, светильников и электрических розеток. Утечка из этих источников может уменьшить или полностью нивелировать отрицательное давление в помещении.
Поскольку, как правило, в отработанном воздухе есть составляющие, такие как химические загрязнения, микроорганизмы или радиоактивные изотопы, попадание которых в соседние помещения недопустимо, выход воздуха должен по меньшей мере, располагаться таким образом, чтобы оно не подвергало риску людей в других занятых помещениях. Обычно, это крыша здания. Однако в некоторых случаях, например, воздух с микроорганизмами с высокой степенью инфицирования в помещениях биобезопасности четвёртого уровня, сначала надо механически отфильтровать или продезинфицировать ультрафиолетовым облучением или химическими средствами, прежде чем возвращать в окружающую среду. Относительно ядерных установок, воздух контролируется на наличие радиоактивных изотопов и, как правило, фильтруется перед тем, как выводится через высокий вытяжной канал, подальше от занятых помещений.